# Verloren Zomer
Verloren Zomer is een Vlaams jeugdboek uit 2015 geschreven door Bjorn Van den Eynde. In het boek komen de personages voor van de Studio 100 televisieserie Ghost Rockers.

## Verhaallijn
Met de Ghost Rockers gaat alles voor de wind. Hun populariteit staat op een hoogtepunt en ze zijn geboekt voor een optreden op het grote Rock Beach Festival in Zuid-Frankrijk. Jonas, Alex, Jimmy en Charlie staan te popelen om met de tourbus te vertrekken en denken ook te gaan genieten van de Zuid-Franse stranden. Mila is echter helemaal niet enthousiast, twee jaar geleden was ze al eens op het Rock Beach Festival en daar zijn toen voor haar vreselijke dingen gebeurd. Iemand stuurt haar de affiche die twee jaar terug werd verspreid na de verdwijning van een meisje. Op dat affiche is bijgeschreven dat de afzender weet wat Mila twee jaar terug gedaan heeft, en dat ze de rekening zal krijgen als ze terug naar het festival komt. De doodsbedreiging schrikt haar af, maar enkel door toch mee te gaan kan Mila de verdwijning proberen op te lossen en haar tegenstander ontmoeten.